# غودودو كارو
غودودو آرو،  أو غودودو كارو، واسمها الحقيقي شميس أبوكور إسماعيل،  كانت مغنية صومالية. عملت كمطربة لراديو هرجيسا في هرجيسا، عاصمة صوماليلاند.

## حياتها
وصفت بي بي سي عائلتها بـ"المحافظة".
تم ضم غودودو آرو التي كان لقبها أرو الحمراء ("Red' Arwo") لراديو هرجيسا في عام 1953. استخدمت اسمًا مستعارًا حتى لا تدرك عائلتها غنائها. غنت أول أغنية لها في أغسطس من ذلك العام، لتصبح أول مطربة مسجلة في أرض الصومال البريطانية وإقليم صوماليلاند . وفقًا لجونسون (1996)، واجهت آرو انتقادات لذلك، شأنها شأن المغنية الداليز قبلها.
في عام 1963، شكلت فرقة رباعية مع باكسان وماغول ومعنديق. في ذروة شعبيتها، قدمت غودودو آرو أغاني حب لجمهور من آلاف المعجبين.
انتهت مسيرتها المهنية بعد أن أصيبت بجلطة دماغية وأصيبت بالشلل. منذ حوالي عام 1997، كانت تحت رعاية الأقارب. كما أرسلت ابنتها التي تتخذ من المملكة المتحدة مقراً لها تحويلات مالية لها من خلال شركة تحويل الأموال دهب شل. في سبتمبر 2013 كانت تبلغ من العمر 78 عامًا. توفيت في هرجيسا عام 2017 عن عمر يناهز 85 عامًا.